# Municipio de Lower Mifflin
El municipio de Lower Mifflin (en inglés: Lower Mifflin Township) es un municipio ubicado en el condado de Cumberland en el estado estadounidense de Pensilvania. En el año 2000 tenía una población de 1.620 habitantes y una densidad poblacional de 26.1 personas por km².

## Geografía
El municipio de Lower Mifflin se encuentra ubicado en las coordenadas 40°14′00″N 77°26′59″O / 40.23333, -77.44972.

## Demografía
Según la Oficina del Censo en 2000 los ingresos medios por hogar en la localidad eran de $42,578 y los ingresos medios por familia eran de $43,846. Los hombres tenían unos ingresos medios de $31,528 frente a los $23,047 para las mujeres. La renta per cápita de la localidad era de $17,687. Alrededor del 5,7% de la población estaba por debajo del umbral de pobreza.